# Vincent Laban
Vincent Laban Bounayre (Pau, Francia, 9 de septiembre de 1984) es un futbolista francés. Juega de centrocampista y su equipo actual es el AEK Larnaca.

## Biografía
Vincent Laban, que actúa de centrocampista por la banda izquierda, empezó su carrera futbolística en las categorías inferiores de un equipo de su país natal, el FC Nantes.
En 2005 emigra a Chipre, donde se une al Digenis Morphou.
En 2007 firma un contrato con su actual club, el Anorthosis Famagusta. Con este equipo se proclama campeón de Liga en su primera temporada. En verano el club consigue clasificarse para la fase final de la Liga de Campeones de la UEFA, haciendo historia al ser el primer equipo chipriota en conseguirlo.

## Clubes
| Club                    | País    | Año       |
| ----------------------- | ------- | --------- |
| Digenis Akritas Morphou | Chipre  | 2005-2007 |
| Anorthosis Famagusta    | Chipre  | 2007-2013 |
| Astra Giurgiu           | Rumanía | 2013-2015 |
| AEK Larnaca             | Chipre  | 2015-     |

## Títulos
- 1 Liga de Chipre (Anorthosis Famagusta, 2008)